# EhrenGarde der Stadt Köln 1902

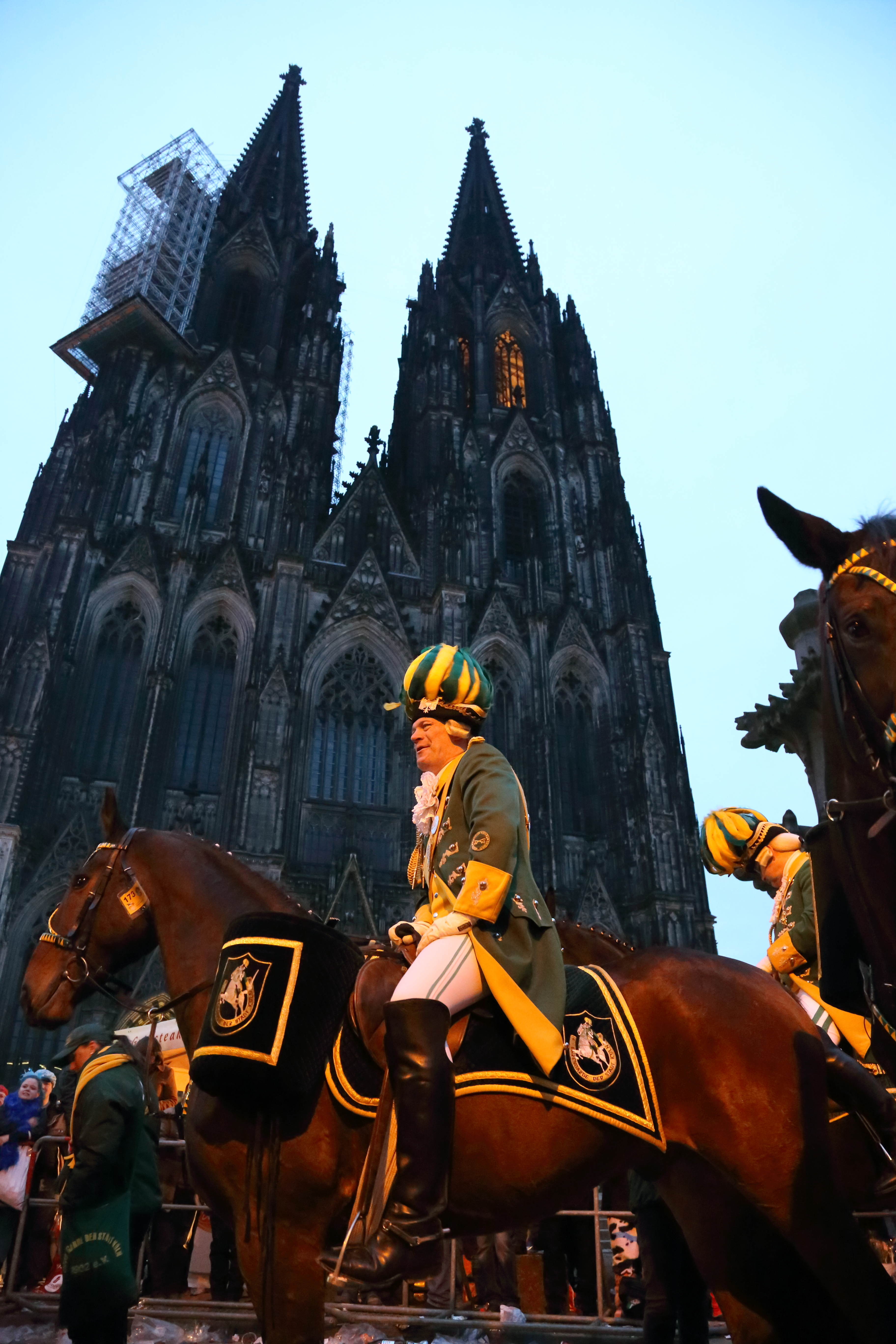
Reiter der EhrenGarde beim Rosenmontagszug 2013

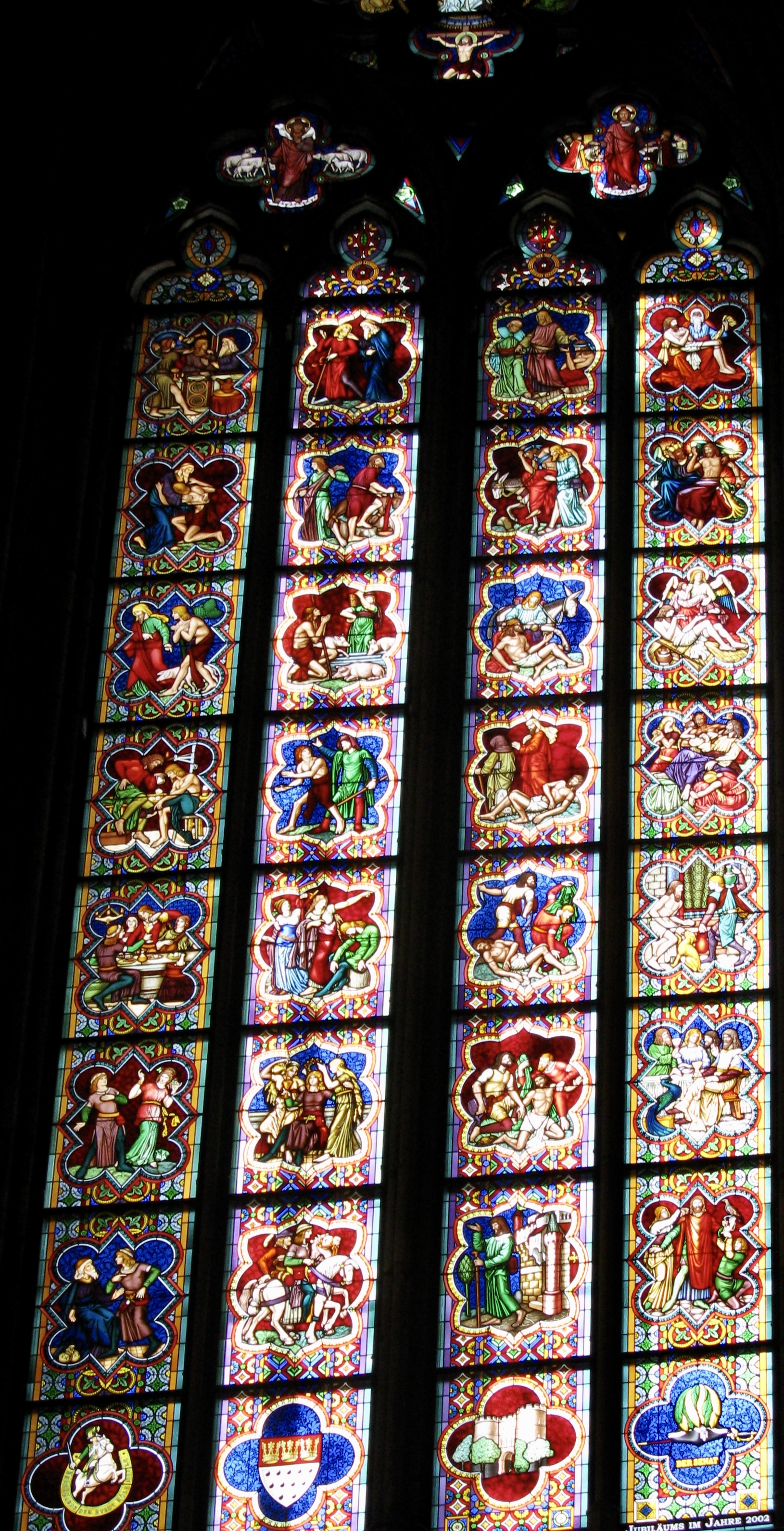
„Gleichnisfenster“ im Südturm des Kölner Dom, gestiftet von der EhrenGarde

Die Karnevalsgesellschaft EhrenGarde der Stadt Köln 1902 e. V. ist ein Reiterkorps und eines der neun Traditionskorps im Kölner Karneval sowie ordentliches Mitglied im Festkomitee Kölner Karneval und Mitglied im Bund Deutscher Karneval. Wegen ihrer grün-gelben Uniformen wird die EhrenGarde auch „Spinat mit Ei“ genannt.

## Geschichte
Die EhrenGarde wurde am 11. November 1900 im Restaurant Metzmacher in der Rheingasse in Cöln als Reiterkorps gegründet. Die Jahreszahl „1902“ wurde erst nach dem Debüt im Rosenmontagszug 1902 dem Namen des Korps hinzugefügt. Als Begleitgarde des Kölner Bauern und der Kölner Jungfrau steht die EhrenGarde unter dem Motto: „Dem Bauer zur Wehr, der Jungfrau zur Ehr“.
Als der Festausschuss 1902 dem neuen Reiterkorps im Rosenmontagszug den Platz vor Bauer und Jungfrau nicht zugestehen wollte, griff die EhrenGarde zu einer List: Bauer und Jungfrau täuschten, an verabredeter Stelle, eine Wagenpanne vor und gaben so der EhrenGarde die Möglichkeit, „Rubbedidupp“ in den Rosenmontagszug einzuscheren. Seither nehmen die Reiter und Festwagen der EhrenGarde den Platz vor den Tollitäten Bauer und Jungfrau im Rosenmontagszug ein. Daran erinnert heute noch der „Schlachtruf“ der EhrenGarde „Rubbedidupp“ (deutsch ‚im Handumdrehen‘).
Auf Beschluss des Festkomitees im Jahre 1913 sollte die EhrenGarde fortan regelmäßig Bauer und Jungfrau stellen. Als nach dem Ersten Weltkrieg der Karneval 1926 wieder gefeiert werden durfte, stellte die Ehrengarde jedoch nur die Adjutanten von Bauer und Jungfrau, und das macht die EhrenGarde bis heute. Erst ab 1926 hielt die EhrenGarde auch Sitzungen und Bälle ab.
Seit 1925 ist die EhrenGarde ordentliches Mitglied des Festkomitees Kölner Karneval. Im selben Jahr wurden die heutigen Uniformen entworfen, die an die friederizianischen Reiter erinnern sollen und sich an den Uniformen der Roten Funken orientieren.
Im Jahr 1927 stellte die EhrenGarde, als erstes Korps in der Geschichte des Karnevals, mit Kläre Weiglein dem damaligen Tanzoffizier eine weibliche Tanzpartnerin, „Regimentstochter“ genannt, zur Seite.

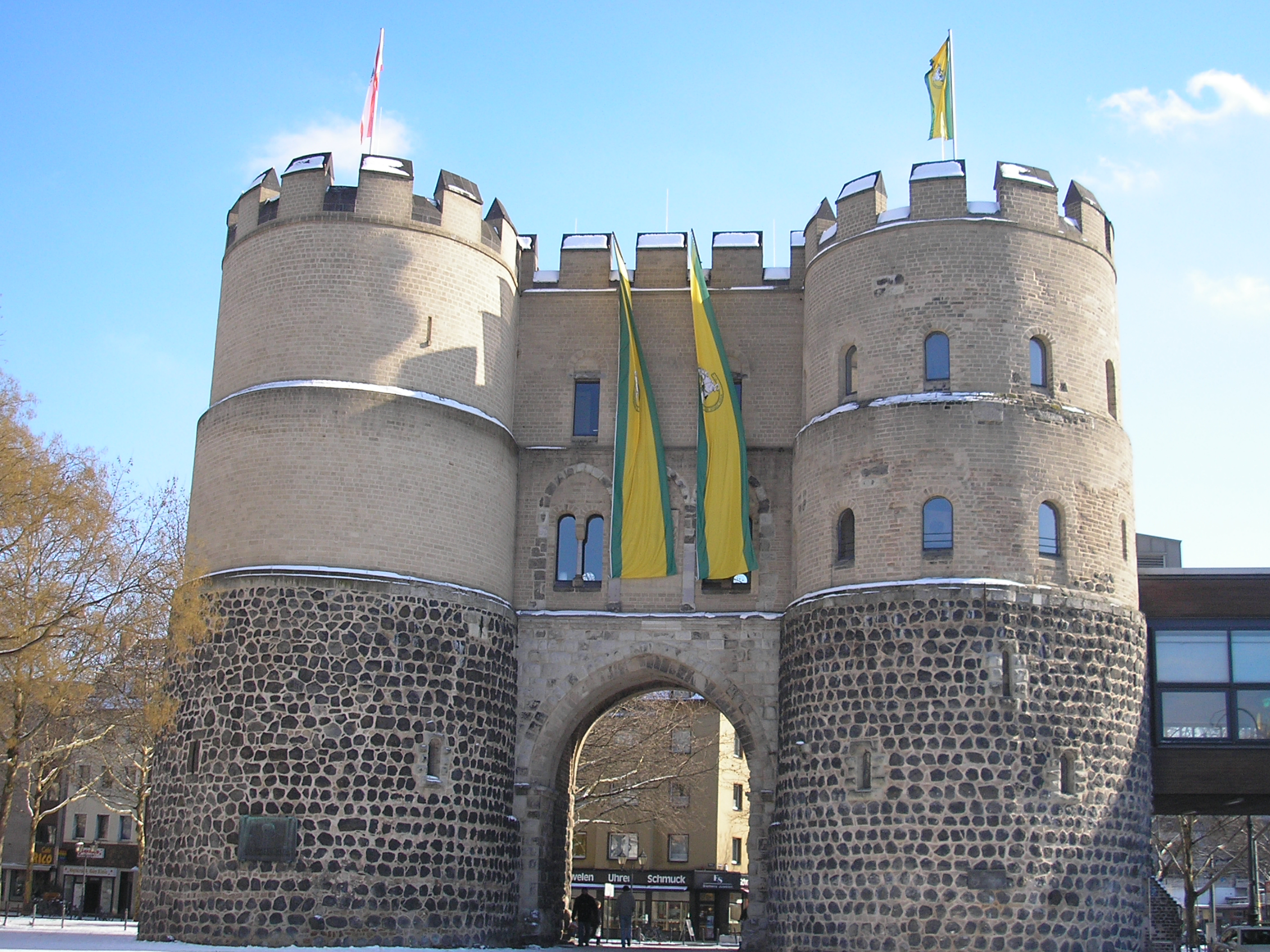
Die Hahnentorburg, Domizil der EhrenGarde

1953 entsandte die EhrenGarde erstmals ein komplettes Dreigestirn aus ihren Reihen. Auch in den Jahren 1959, 1961, 1977, 1992 und 2009 stellte die EhrenGarde das Dreigestirn aus Prinz, Bauer und Jungfrau.
Im Jahr 1989 übernahm die EhrenGarde die Verantwortung für die im Besitz der Stadt Köln befindliche Hahnentorburg. Dort befinden sich seither ein Versammlungssaal, ein Vorstandszimmer, die Kleider- und Sattelkammer sowie das Archiv und das EhrenGarde-Museum. Unter großen finanziellen Anstrengungen erfolgte im Jahr 2008 der Abschluss der Sanierungsarbeiten im Innen- und Außenbereich der Hahnentorburg.
Seit 1981 gehört der Kölner Dompropst als Regimentspfarrer zur EhrenGarde. Mit Heinz Werner Ketzer (1981) und Bernard Henrichs (1996) wurden gleich zwei Regimentspfarrer mit dem Orden wider den tierischen Ernst ausgezeichnet, die von der EhrenGarde zur Verleihung nach Aachen geleitet wurden.
Das ZDF überträgt seit 1996 regelmäßig die große traditionelle Prunksitzung als Fernsehsitzung „Typisch Kölsch“.
Im Jahr 2002 stiftete die EhrenGarde das sogenannte „Gleichnisfenster“ im Kölner Dom. Der Kölner Erzbischof Joachim Kardinal Meisner übernahm die Konsekration und hielt das Pontifikalamt. Die EhrenGarde ist Mitglied im Zentral-Dombau-Verein zu Köln.
Zum 111-jährigen Jubiläum nahm die EhrenGarde im September 2012 an der Steubenparade in New York mit über 100 Mitgliedern und dem Regimentsspielmannszug teil.

## Die Korpsteile
Mit Satzung vom 29. März 1939 gliedert sich die EhrenGarde in verschiedene Korpsteile.

### Das Aktive Korps
Der Kern der Gesellschaft ist das „Aktive Korps“ mit der Reiterei und den Tanzdarbietungen. Die Zahl der Mitglieder der „Aktiven“ ist auf 150 begrenzt. Die „Aktiven“ repräsentieren die EhrenGarde im Sitzungskarneval und beim Rosenmontagszug. Auch außerhalb der Session gibt es einmal im Monat einen Korpsappell.

### Der Senat

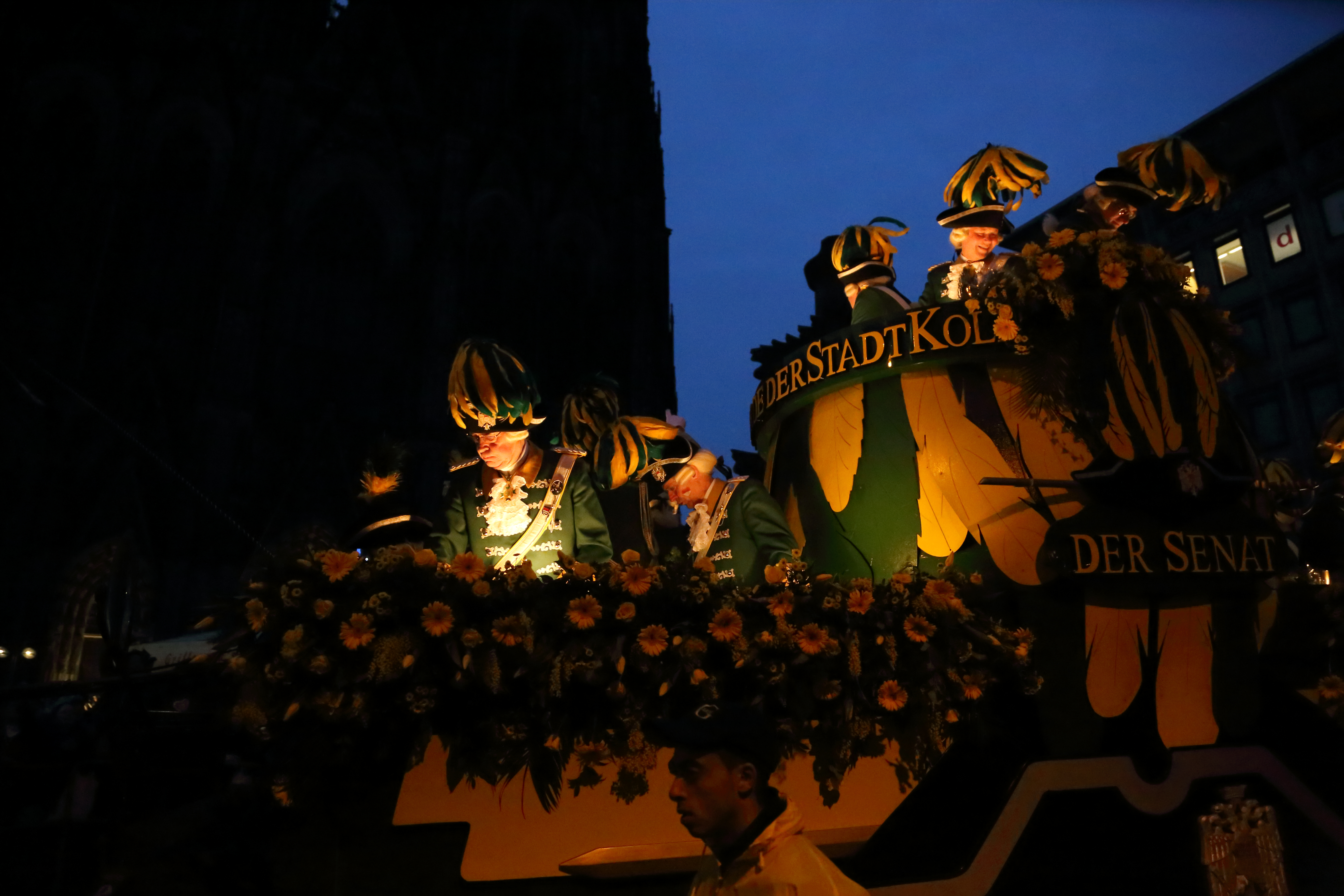
Festwagen des Senats beim Rosenmontagszug 2013

Der Senat der EhrenGarde wurde am 18. April 1950 gegründet. Der Senat ist das finanzielle Rückgrat des Vereins und trägt wesentlich zur Förderung und zur Erfüllung der satzungsgemäßen Zwecke und des Gesellschaftslebens des Vereins bei. Ziel ist die finanzielle und ideelle Unterstützung des aktiven Korps. Dem Senat gehören etwa 150 männliche Mitglieder und vier Damen als Ehren-Senatorinnen an. Pro Jahr werden nur fünf neue Mitglieder in den Senat aufgenommen. Senatspräsident ist Michael Kreuzberg (Stand 2016), der am 7. August 2025 mit sofortiger Wirkung vom Amt zurückgetreten ist. Als Ehrensenatspräsident wurde Helmut Meindorf ernannt. Beim Rosenmontagszug ist der Senat der EhrenGarde mit einem eigenen Festwagen vertreten.

### Das Corps à la suite
Auf Initiative des damaligen Präsidenten Ferdi Leisten wurde im Januar 1971 das „Corps à la suite“ gegründet. Ed versteht sich als Unterstützer des Kölner Brauchtums, Förderer der Kindertanzgruppe und des Rosenmontagszuges. Es verleiht Ehrenmitgliedschaften wie an ZDF-Intendant Markus Schächter, an Erzbischof Joachim Kardinal Meisner, an Ford-Chef Bernhard Mattes, an Alfred Neven DuMont und an IHK-Präsident Paul Bauwens-Adenauer.

### Die Förderer
In Anerkennung der Bemühungen der Förderer wurde auf der Jahreshauptversammlung 2001 der „Förderkreis der EhrenGarde“ als eigenständige Gliederung in der Satzung verankert. Der Förderkreis umfasst zurzeit 27 Mitglieder (Stand 2023), Sprecher ist seit 2023 Jürgen Müller-Methling.
Der damalige Präsident und heutige Ehrenpräsident Rainer Benner bemühte sich seit 1996, einen Kreis von Persönlichkeiten innerhalb und auch außerhalb der EhrenGarde zu gewinnen, um Projekte wie das EhrenGarde-Jubiläumsbuch, das Hahnentorburgfest und einen Teil des gestifteten Domfensters zu finanzieren.

### Die Inaktiven
Die inaktiven Mitglieder haben nicht die Verpflichtungen wie die aktiven Mitglieder und nehmen in lockerer Form am Gesellschaftsleben der EhrenGarde teil. Derzeit gehören mehr als 460 Männer und Frauen zu den inaktiven Mitgliedern. Inaktive Mitglieder sind berechtigt, Korpsmütze, Litewka und Orden zu tragen, sind aber vom Uniformzwang befreit. 2016 feierten die Inaktiven ihr 80-jähriges Jubiläum.

### Der Nachwuchs
Unter spezieller Aufmerksamkeit und Förderung steht in der EhrenGarde der Nachwuchs.
Seit Anfang der 1970er Jahre gibt es die Ehrengarde-Kinder- und Jugendtanzgruppe der Sechs- bis Siebzehnjährigen. Später wechseln die jungen Tänzer ins Kadettenkorps.
| Jahr | Prinz                            | Bauer                           | Jungfrau                        |
| ---- | -------------------------------- | ------------------------------- | ------------------------------- |
| 1913 | Franz Oberliesen PrinzenGarde    | Christian Esser EhrenGarde      | Carl Horatz EhrenGarde          |
| 1914 | Fritz Hermann Große Kölner       | Theodor Preuß EhrenGarde        | Engelbert Klein EhrenGarde      |
| 1926 | Adalbert Oster Große Kölner      | Philipp Herold EhrenGarde       | Peter Heydenreich Große Kölner  |
| 1927 | Ferdi Leisten sen. Große Kölner  | August Weimann EhrenGarde       | Hans Holz Blaue Funken          |
| 1937 | Hermann Münchow EhrenGarde       | Werner Nolte PrinzenGarde       | Josef Pütz EhrenGarde           |
| 1949 | Theo Röhrig Große Kölner         | Andreas Müller Lyskircher Junge | Fred Reuten EhrenGarde          |
| 1952 | Johann Maria Farina Große Kölner | Josef Winterscheid EhrenGarde   | Fritz Blasweiler EhrenGarde     |
| 1953 | Heinz Vogeler EhrenGarde         | Willi Kraemer EhrenGarde        | Heinz Meindorf EhrenGarde       |
| 1955 | Alfred NevenDuMont EhrenGarde    | Hans Borgel PrinzenGarde        | Günter Balve Blaue Funken       |
| 1959 | Ferdi Leisten EhrenGarde         | Heinz Bonjean EhrenGarde        | Werner von Meer EhrenGarde      |
| 1960 | Peter Neufert Rote Funken        | Oskar Hamacher Rote Funken      | Josef Schneider EhrenGarde      |
| 1961 | Peter Schumacher EhrenGarde      | Paul Olpp EhrenGarde            | Josef Schneider EhrenGarde      |
| 1973 | Claus Kegelberg EhrenGarde       | Rudolf Paffrath Altstadter      | Klaus Ulonska Altstadter        |
| 1977 | Paul Petry EhrenGarde            | Heinz Werner Bonjean EhrenGarde | Hans Kirch EhrenGarde           |
| 1989 | Peter Valder Fidele Zunftbrüder  | Franz Schmitz EhrenGarde        | Josef Beck Fidele Zunftbrüder   |
| 1992 | Arnold Dircks EhrenGarde         | Berthold Schneider EhrenGarde   | Manfred Funken EhrenGarde       |
| 2009 | Hans-Georg Haumann EhrenGarde    | Bernd Tschirschnitz EhrenGarde  | Hanns-Joachim Jennes EhrenGarde |

| - Heinrich „Heinz“ Stupp (1900–1906) - Jean Recht (1906–1908) - Gustav Kraemer (1908–1912) - Richard Wernecke (1912–1935) - Hans Molitor (1935–1938) - Franz Robens (1938–1938) | - Hans Molitor (1938–1947) - Ferdi Leisten jun. (1947–1959) - Leo Hanf (1959–1966) - Heinz Vogeler (1966–1969) - Ferdi Leisten (1969–1972) | - Adolf Nölle (1972–1982) - Karl-Heinz Dietermann (1982–1984) - Friedel Haumann (1984–1996) - Rainer Benner (1996–2005) - Frank Remagen (2005–2013) - Heinz Berenbrok (2013–2016) - Hans-Georg Haumann (seit 2016) | Ehrenpräsidenten - Frank Remagen - Heinz Berenbrok |